# Naranjito (mascotte)
Naranjito is de mascotte van het Wereldkampioenschap voetbal 1982, dat werd gehouden in Spanje.

## Beeltenis
Naranjito is een sinaasappel met een gezicht, armen en benen. Hij draagt het tenue van het Spaans voetbalelftal en heeft in zijn linkerhand een voetbal. Op zijn hoofd heeft hij een steeltje met een groen blad. Sinaasappels zijn streekproducten uit Murcia en Valencia. Het ontwerp van de mascotte kwam voor rekening van reclamemakers Maria Dolores Salto en Jose María Martín Pacheso uit Sevilla. "Ik zag de sinaasappel en dacht: waarom ook niet? Ik wilde de stier en tamboerijn als WK mascotte vermijden. Ik kreeg een miljoen peseta's. De voetbalbond verkocht de rechten aan een merchandising bedrijf voor 1,4 miljoen", aldus Pacheso.

## Naam
De naam Naranjito is afkomstig van het woord naranja (Nederlands: sinaasappel). Hier is het verkleinwoordje -ito toegevoegd, letterlijk vertaald betekent zijn naam dus sinaasappeltje. Naranjito representeert charme en energie.

## Televisieprogramma
Hij wordt gerekend tot een van de meest populaire mascottes en kreeg zelfs zijn eigen televisieshow op de Spaanse televisiezender TVE. Zijn programma, getiteld Fútbol en Acción (Nederlands: voetbal in actie) gaat over de avonturen die hij beleeft met twee van zijn vrienden. Het programma kent 26 afleveringen van 20 minuten.
1966: Willie ·
1970: Juanito ·
1974: Tip en Tap ·
1978: Gauchito ·
1982: Naranjito ·
1986: Pique ·
1990: Ciao ·
1994: Striker ·
1998: Footix ·
2002: Ato, Kaz en Nik ·
2006: Goleo VI ·
2010: Zakumi ·
2014: Fuleco ·
2018: Zabivaka ·
2022: La'eeb
1. ↑  FIFA World Cup mascots: 1966-2010